# Honky Tonk Masquerade
Az 1978-as Honky Tonk Masquerade Joe Ely második nagylemeze. Szerepel az 1001 lemez, amit hallanod kell, mielőtt meghalsz című könyvben.

## Az album dalai
| 1. | Cornbread Moon                               | Joe Ely                        | 3:29 |
| 2. | Because of the Wind                          | Joe Ely                        | 4:02 |
| 3. | Boxcars                                      | Butch Hancock                  | 4:03 |
| 4. | Jericho (Your Walls Must Come Tumbling Down) | Hancock                        | 2:54 |
| 5. | Tonight I Think I'm Gonna Go Downtown        | Jimmie Dale Gilmore, John Reed | 2:12 |

| 1. | Honky Tonk Masquerade | Joe Ely       | 3:46 |
| 2. | I'll Be Your Fool     | Joe Ely       | 2:52 |
| 3. | Fingernails           | Joe Ely       | 2:13 |
| 4. | West Texas Waltz      | Hancock       | 5:03 |
| 5. | Honky Tonkin'         | Hank Williams | 3:27 |

## Közreműködők
- Joe Ely – akusztikus gitár
- Lloyd Maines – steel gitár, háttérvokál
- Steve Keeton – dob
- Gregg Wright – basszusgitár, háttérvokál
- Ponty Bone – harmonika, zongora
- Jesse Taylor – elektromos és akusztikus gitár, háttérvokál
- Chip Young – elektromos és akusztikus gitár
- Shane Keister – moog szintetizátor, akusztikus zongora
- Farrell Morris – ütőhangszerek
- Lea Jane Berinati – háttérvokál
- Ginger Holloday – háttérvokál
- Lisa Silver – háttérvokál
- Butch Hancock – háttérvokál a West Texas Waltz-on

## Fordítás
Ez a szócikk részben vagy egészben a Honky Tonk Masquerade című angol Wikipédia-szócikk ezen változatának fordításán alapul.  Az eredeti cikk szerkesztőit annak laptörténete sorolja fel. Ez a jelzés csupán a megfogalmazás eredetét és a szerzői jogokat jelzi, nem szolgál a cikkben szereplő információk forrásmegjelöléseként.